# Scuola d'arte di Beuron

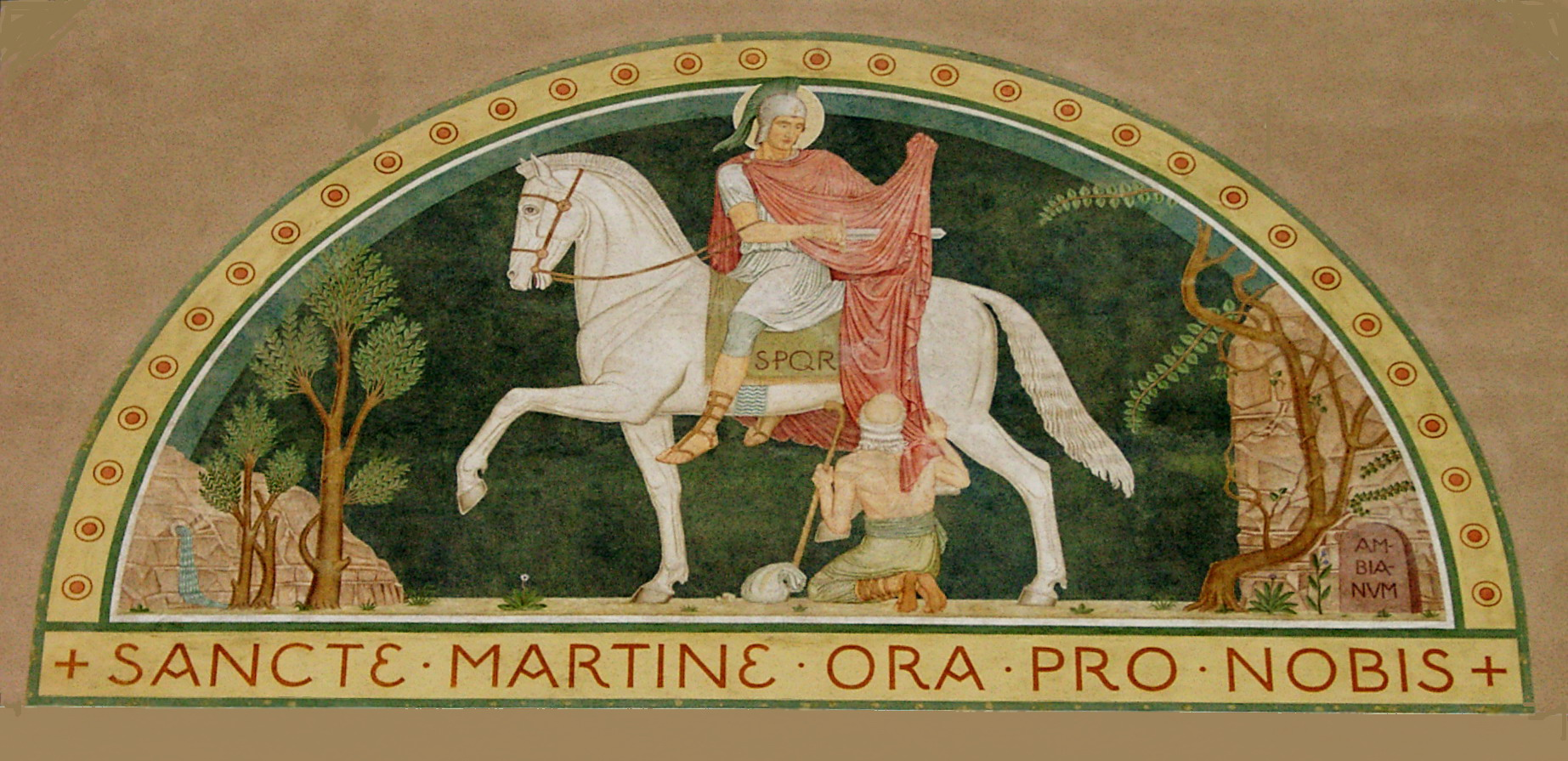
Affresco di San Martino a Beuron

La Scuola d'arte di Beuron (ted. Beuroner Kunstschule) è il nome attribuito a un gruppo di monaci-artisti fondato nel 1868 nell'arciabbazia benedettina di Beuron, nel territorio dell'omonimo comune del Baden-Württemberg, in Germania, con lo scopo di rinnovare l'arte sacra cattolica.
La scuola si orientò fortemente verso le arti egiziana, vetero-cristiana e bizantina ed ebbe un effetto stimolante come vera rinnovatrice. Nei loro sforzi per rinnovare l'arte sacra, si legarono alle idee-base dei Nazareni.

## Fondazione

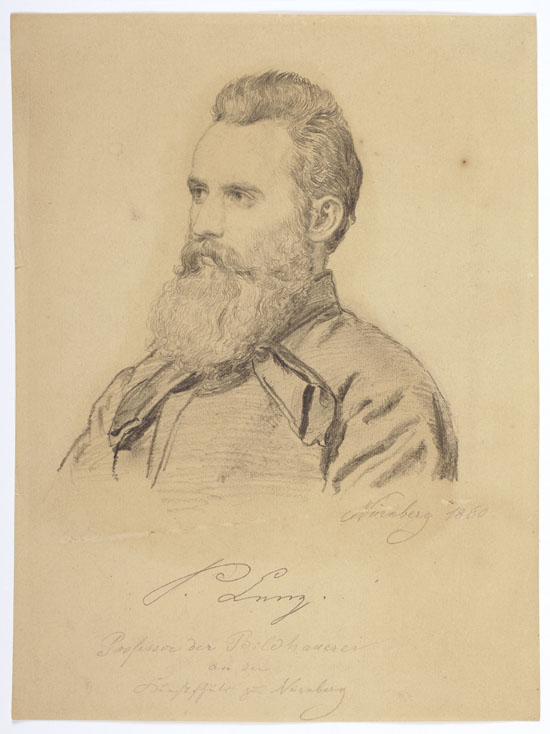
Desiderius, al secolo Peter, Lenz

Stimolatori e portavoce furono gli architetti, pittori e scultori padre Desiderius Lenz (nato Peter Lenz; * 1832 in Haigerloch; † 1928 in Beuron), l'allievo della Scuola di Kaulbach e convertito, padre Gabriel Wüger (nato Jacob Wüger; * 1829 in Steckborn; † 1892 in Montecassino) e padre Lukas Steiner (nato Fridolin Steiner; * 1849 in Ingenbohl/Schwyz; † 1906 in Beuron).
Lenz ebbe dalla principessa Caterina di Hohenzollern-Sigmaringen l'incarico di costruire la Cappella di San Mauro a Beuron e ricorse per l'arredamento agli amici e colleghi (1868–1870). Tutti e tre entrarono in seguito nell'arciabbazia di Beuron. Insieme dipinsero dal 1874 al 1879 anche il chiostro dell'abbazia di Montecassino. Un altro capolavoro è la cappella della Grazia dell'arciabbazia di Beuron, con la partecipazione determinante di padre Paulus Krebs. Esempi si trovano anche nei dipinti murali di Beuron: sotto il timpano del pericolante cimitero si trovano ancora numerose rappresentazioni di angeli. Sulla casa Schäfer, di fronte all'ingresso del cimitero, si trovano loro dipinti: essi furono realizzati nell'estate del 1910 da Karl Caspar uno dei più significativi rappresentanti dell'arte sacra nella prima metà del XX secolo.
Secondo Hubert Krins (Tubinga) le opere della Scuola d'arte di Beuron già circa cent'anni fa erano cadute in discredito. Molte opere furono distrutte. Nella stessa Beuron testimonianze dell'indirizzo artistico furono tolte nel corso della ristrutturazione con rappresentazioni barocche.
Un altro rappresentante della Scuola d'arte di Beuron fu Willibrord Jan Verkade (1868–1946), che apparteneva al gruppo artistico del Nabis. Egli fece conoscenza con Desiderius Lenz in occasione della decorazione della chiesa del priorato femminile benedettino di San Gabriele a Praga. Una filiale della Scuola fu fondata nel 1890 presso l'abbazia belga di Maredsous.
Fratel Notker Becker O.S.B. (1883–1978) realizzò le ultime opere di questo indirizzo artistico.

## Edifici
I seguenti edifici furono eretti o ristrutturati o decorati sotto la diretta collaborazione del fondatori della Scuola:
- Chiesa abbaziale e Cappella della Grazia dell'Arciabbazia di Beuron (dopo la seconda guerra mondiale essi furono ristrutturati in stile barocco)
- Cappella di San Mauro a Beuron
- Abbazia di Montecassino
- Abbazia di Emmaus a Praga
- Abbazia di San Gabriele a Praga
- Chiesa del Cuor di Gesù a Meßkirch (1875)
- Abbazia di Santa Ildegarda a Rüdesheim am Rhein
- Cappella del Castello a Räckelwitz presso. Kamenz (1883–1885)
- Cappella di Gaußig, circondario di Bautzen (1894–1895)
- Chiesa abbaziale di Maredsous

Numerosi progetti furono fatti ma non realizzati. Il numero degli edifici relativi, che furono influenzati dalle idee della Scuola d'arte di Beuron, è piuttosto elevato e allo stato attuale delle ricerche appena supposto. Questi si trovano in  Germania, Austria, Repubblica Ceca, Stati Uniti d'America e persino in Brasile.
Un esempio in territorio italiano si trova a Trevi (PG), nella pregevole Villa Fabri.

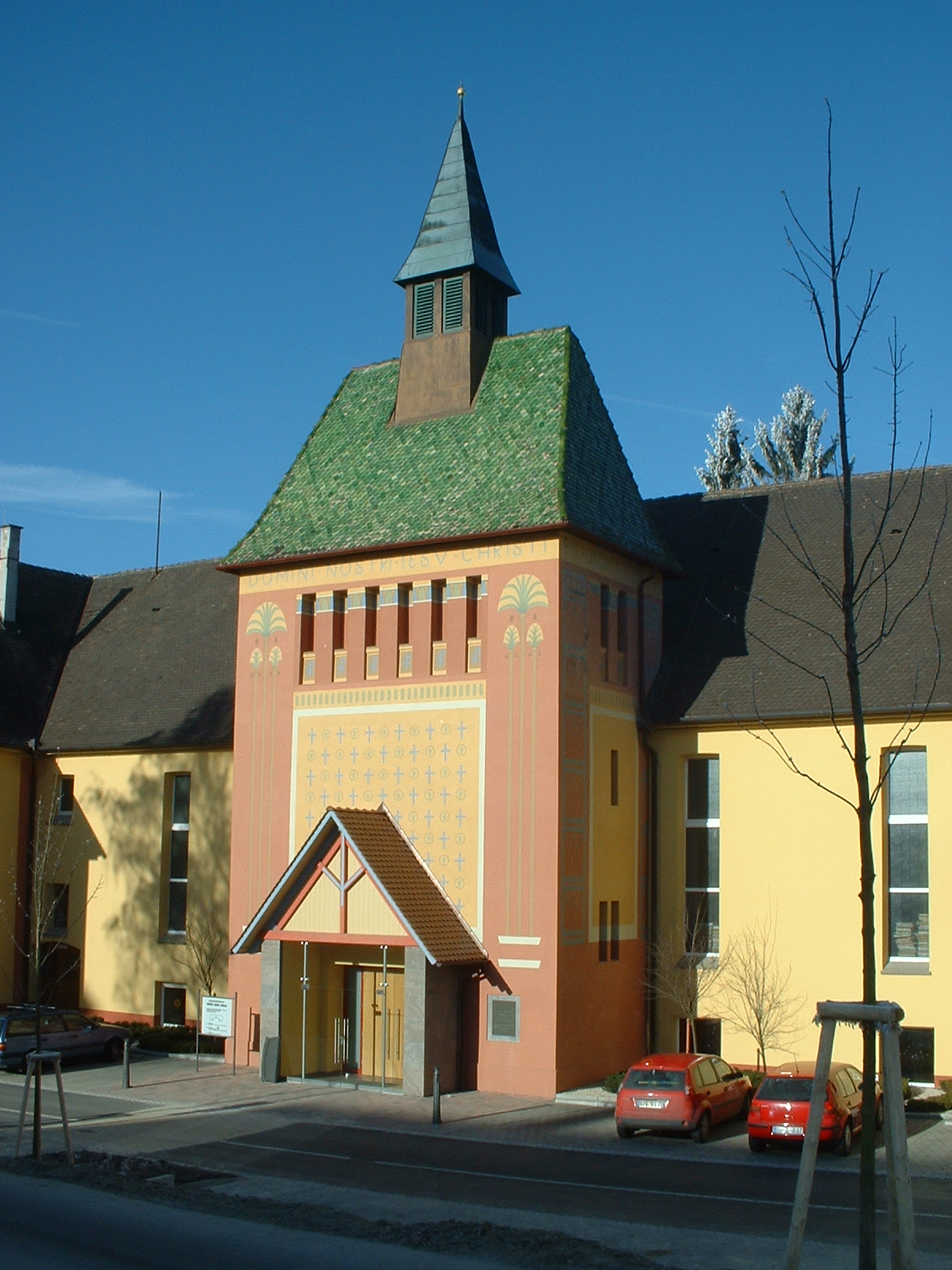
La chiesa del Sacro Cuor di Gesù a Messkirch decorata nel 1875 dai monaci della Scuola di Beuron e rinnovata nel 2005
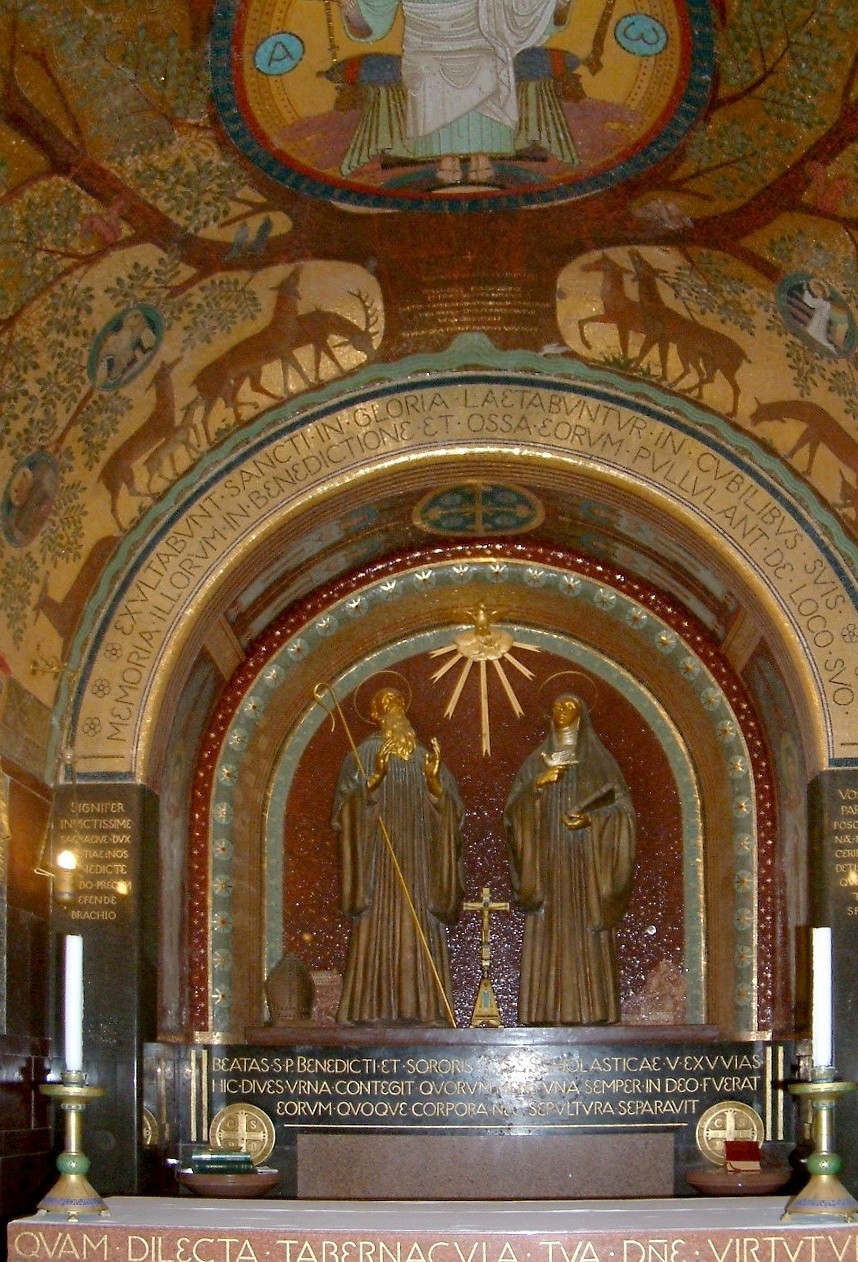
Cripta a Montecassino
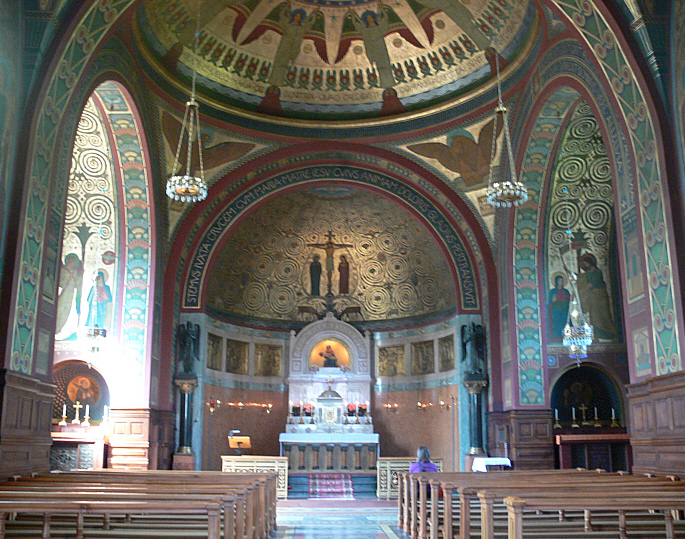
Cappella della Grazia (costruita sul lato nord della chiesa abbaziale di Beuron)
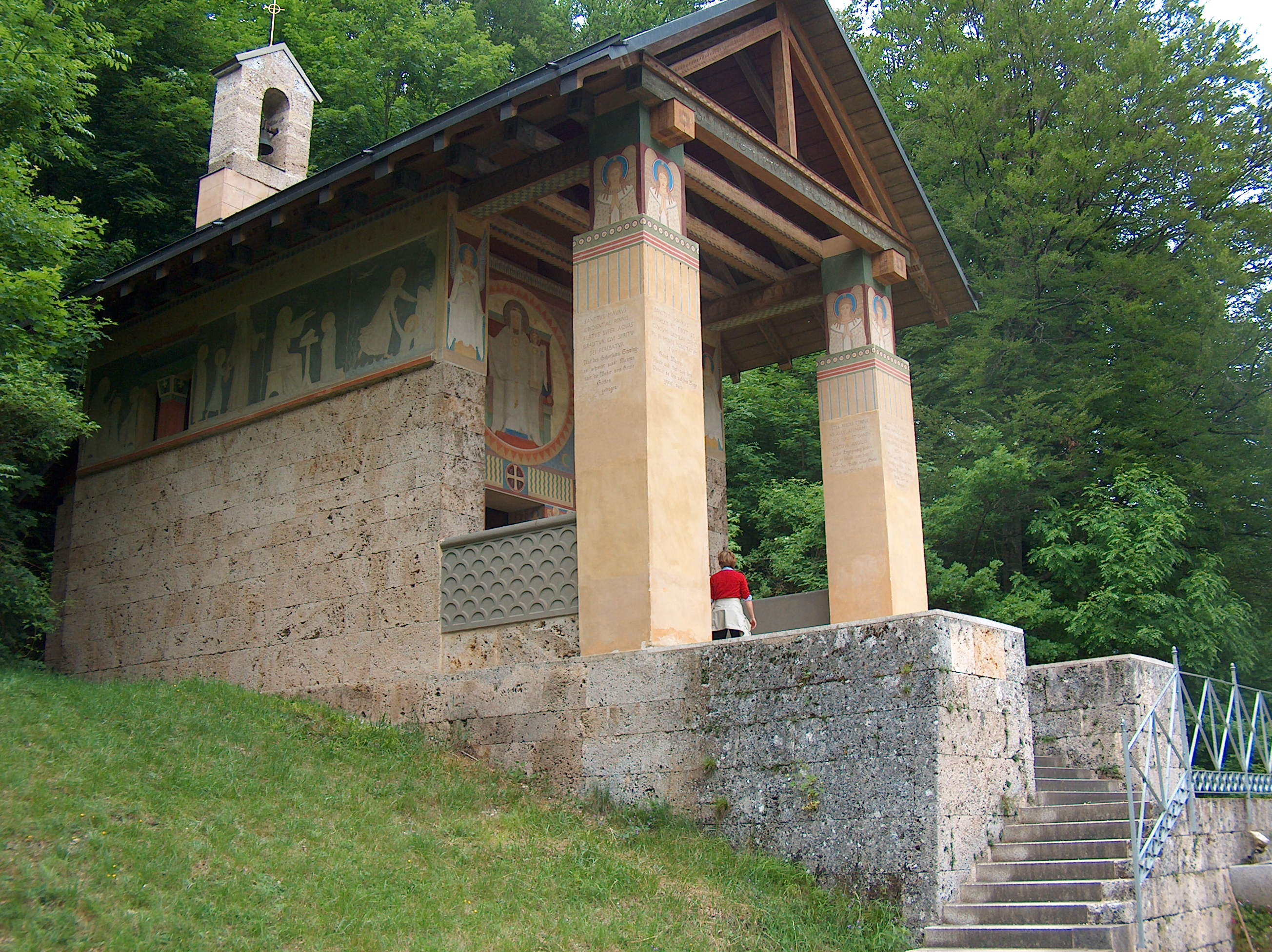
La cappella di San Mauro a Beuron
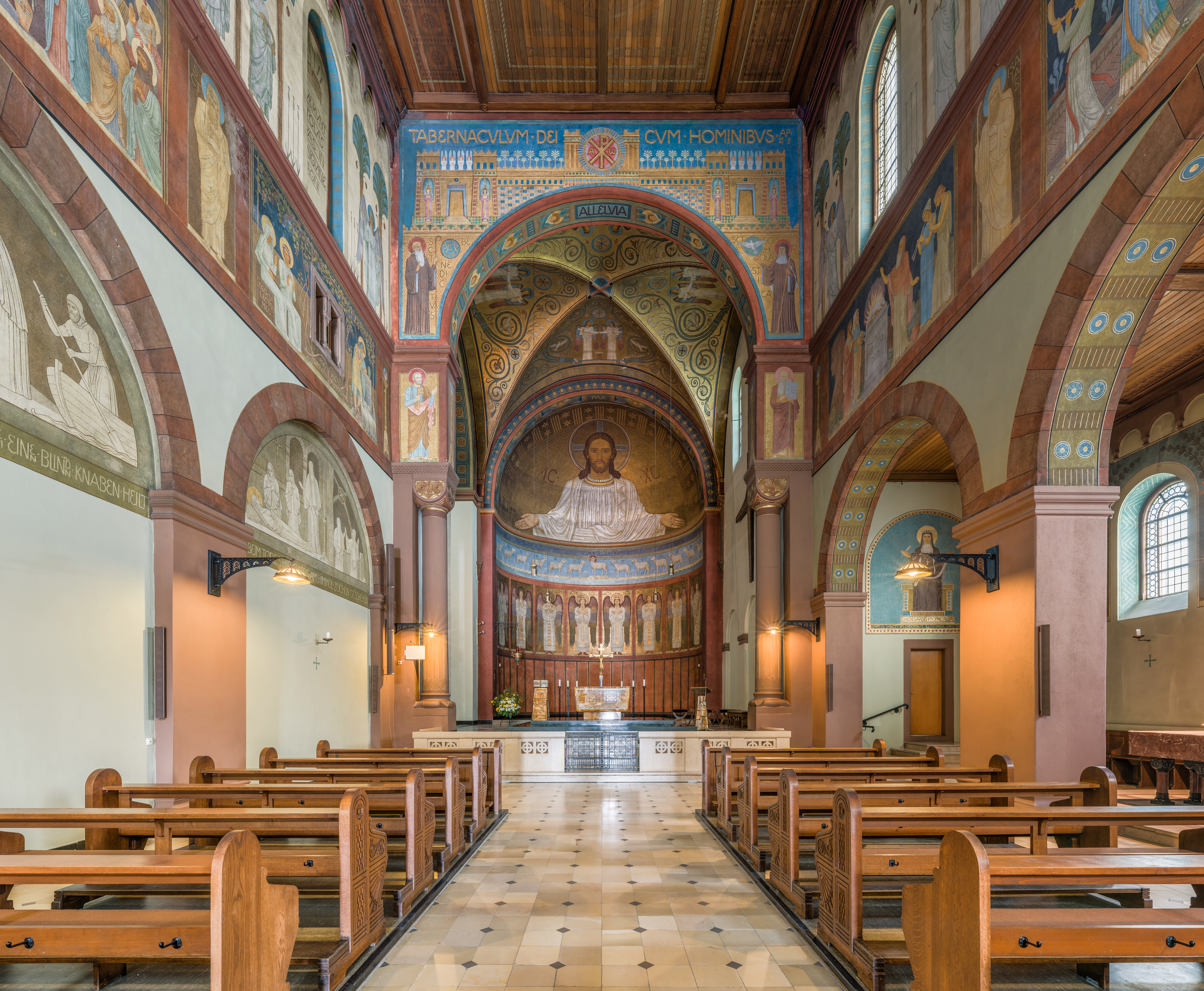
Abbazia di Santa Ildegarda
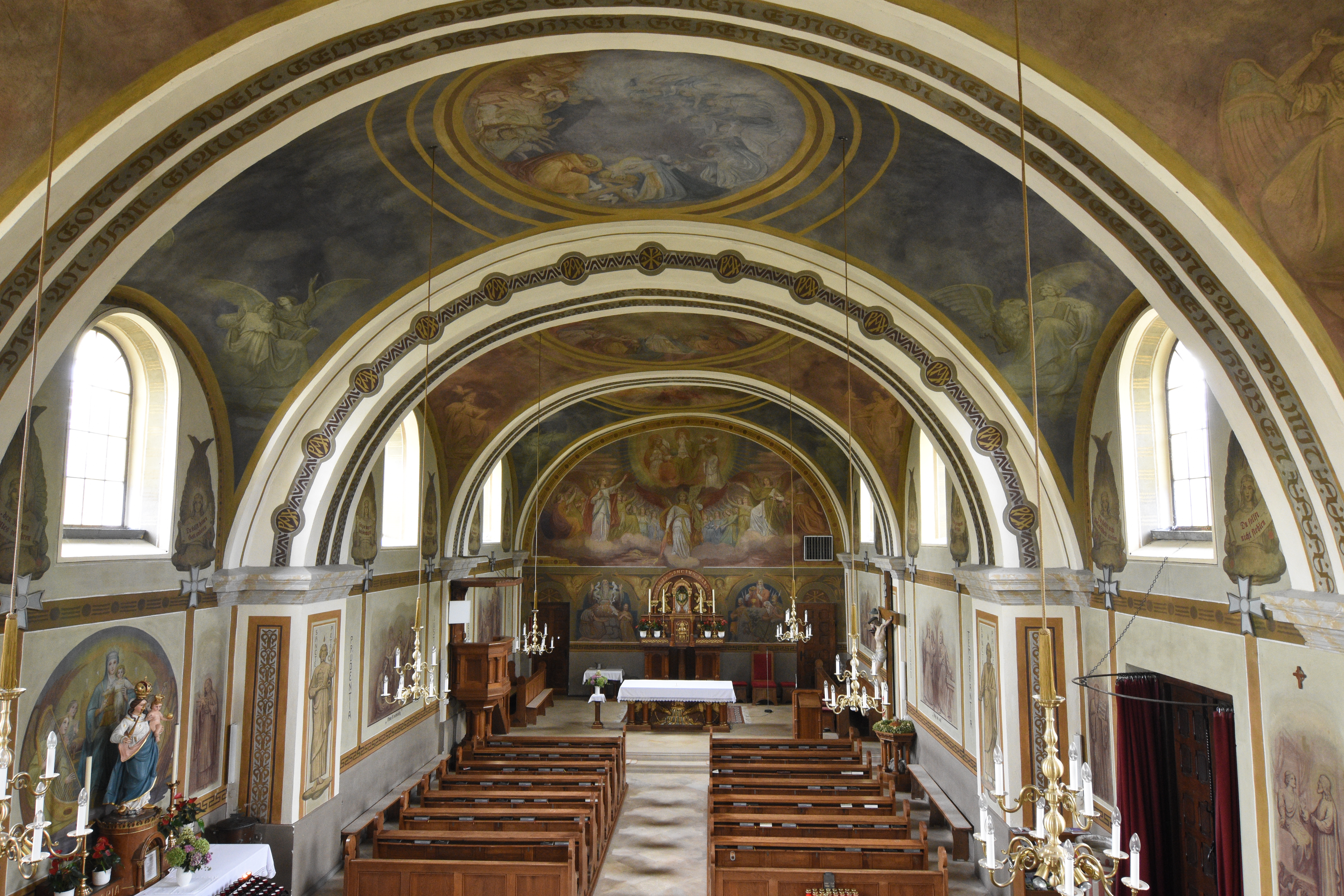
Chiesa parrocchiale di San Michele nel Burgenland